# Agrupación Herreña Independiente
L'Agrupación Herreña Independiente (AHI) és un partit polític nacionalista canari de l'illa canària del Hierro que des de la seva fundació l'any 1979 ha estat sempre el partit més votat de l'illa. Va ser fundat per Tomás Padrón Hernández.

## Resultats electorals

### Parlament de Canàries (El Hierro)
| Any  | Vots            | %               | Escons | +/- | Pos. |
| ---- | --------------- | --------------- | ------ | --- | ---- |
| 1983 | 944             | 27,6            | 1 / 3  | Nou | 3r   |
| 1987 | 1.415           | 35,5            | 2 / 3  | 1   | 1r   |
| 1991 | 1.485           | 34,9            | 1 / 3  | 1   | 1r   |
| 1995 | 2.505           | 43,0            | 1 / 3  | =   | 1r   |
| 1999 | 2.773           | 51,3            | 2 / 3  | 1   | 1r   |
| 2003 | Coalició AHI-CC | Coalició AHI-CC | 2 / 3  | =   | 1r   |
| 2007 | Coalició AHI-CC | Coalició AHI-CC | 2 / 3  | =   | 1r   |
| 2011 | Coalició AHI-CC | Coalició AHI-CC | 1 / 3  | 1   | 1r   |
| 2015 | Coalició AHI-CC | Coalició AHI-CC | 2 / 3  | 1   | 1r   |
| 2019 | Coalició AHI-CC | Coalició AHI-CC | 1 / 3  | 1   | 1r   |
| 2023 | Coalició AHI-CC | Coalició AHI-CC | 1 / 3  | =   | 2n   |

### Cabildo de El Hierro
| Any   | Vots            | %               | Escons | +/- | Pos. | Govern   |
| ----- | --------------- | --------------- | ------ | --- | ---- | -------- |
| 1979  | 1.680           | 53,92           | 6 / 11 | Nou | 1r   | Majoria  |
| 1983  | 1.879           | 54,69           | 6 / 11 | =   | 1r   | Majoria  |
| 1987  | 2.587           | 65,05           | 8 / 11 | 2   | 1r   | Majoria  |
| 1991  | 1.553           | 36,52           | 4 / 11 | 4   | 1r   | Oposició |
| 1995  | 2.398           | 49,31           | 6 / 11 | 2   | 1r   | Majoria  |
| 1999  | 2.562           | 58,17           | 7 / 11 | 1   | 1r   | Majoria  |
| 2003a | Coalició AHI-CC | Coalició AHI-CC | 7 / 13 | =   | 1r   | Majoria  |
| 2007  | Coalició AHI-CC | Coalició AHI-CC | 8 / 13 | 1   | 1r   | Majoria  |
| 2011  | Coalició AHI-CC | Coalició AHI-CC | 6 / 13 | 2   | 1r   | Oposició |
| 2015  | Coalició AHI-CC | Coalició AHI-CC | 6 / 13 | =   | 1r   | Minoria  |
| 2019  | Coalició AHI-CC | Coalició AHI-CC | 3 / 13 | 3   | 3r   | Oposició |
| 2023  | Coalició AHI-CC | Coalició AHI-CC | 4 / 13 | 1   | 1r   | Oposició |